# Narządy analogiczne
Narządy analogiczne – narządy zwierzęce i roślinne, które nie mają wspólnego pochodzenia ewolucyjnego ani morfologicznego, ale przybierają podobny kształt i wygląd, gdyż spełniają u różnych gatunków te same funkcje.
Przykłady:
- wąs czepny grochu (przekształcony liść) i winobluszcz (przekształcona łodyga),
- korzenie organowców i ryzoidy plechowców,
- skrzydło owada i skrzydło ptaka[2][3],
- odnóża owada i kończyny kręgowców,
- „kciuk” pandy i przeciwstawny kciuk naczelnych[3],
- pęcherzykowate oko głowonogów i oko kręgowców[3].

Analogia może dotyczyć nie tylko narządów, ale i całości organizmów. Takie zjawisko nazywa się konwergencją – ewolucją zbieżną, wynikającą z bytowania w podobnym środowisku, np. woda, pustynia, różnych, często odległych od siebie ewolucyjnie gatunków.
Przykładem konwergencji jest:
- opływowy, wrzecionowaty pokrój ciała foki, wieloryba i ryb,
- białe ubarwienie zwierząt polarnych, tj. niedźwiedzia, rysia lub kuropatwy,
- morfologia roślin wilczomleczu i kaktusa.